# Rent Money
Rent Money é uma canção da cantora e compositora americana Mary J. Blige com a participação do rapper Dave East. Foi lançada em 22 de Janeiro de 2022 como terceiro single de seu 14º álbum de estúdio, Good Morning Gorgeous.

## Composição
"Rent Money" é uma faixa R&B combinada com hip hop sobre um instrumental de jazz, que fala sobre o divórcio de Blige. Em entrevista a rádio Power 105.1 ela explicou sobre a canção. "Rent Money é sobre quando eu me divorciei, eu tive que abrir mão de toda essa pensão alimentícia e não tinha mais dinheiro para dar porque ele gastou tudo, tive que sair em turnê e recuperar todo o dinheiro para pagar a pensão alimentícia".
Foi escrita por Blige, Shawn Butler, D'Mile, Dave East e produzida por D'Mile. A faixa ainda contém demonstrações de "Fuck You Tonight" escrita por Sean Combs, R. Kelly, The Notorious B.I.G, Daron Jones e performada por The Notorious B.I.G. e R. Kelly.

## Videoclipe
Seu videoclipe mostra Blige em um cassino, apostando na roleta, onde ganha muito e perde tudo, enquanto ela é pega pelo segurança do cassino, Dave East aparece como dealer, fazendo rap. Foi lançado em 11 de Fevereiro de 2022 em seu canal oficial do Youtube e a direção é de Eif Rivera.

## Recepção da Crítica
Alex Stănescu do portal InfoMusic elogiou dizendo que "a música tem fundo de piano, percussão discreta e a voz de Blige é cheia de eco e gravidade". Roy Lott do portal Mxdwn.com chamou de "produção minimalista que inclui alguns pianos e trompas, onde Blige parece estar tendo uma conversa, discutindo com o homem de sua vida que precisa pagar o 'dinheiro do aluguel' depois de cuidar dele tão profundamente e East vem da perspectiva masculina, assumindo sua responsabilidade pelo que está fazendo.

## Faixas e formatos
| Download Digital |                                          |         |  |
| N.º              | Título                                   | Duração |  |
| 1.               | "Rent Money" (participação de Dave East) | 3:49    |  |

## Desempenho nas tabelas musicais

### Posições
| Tabela musical (2022)          | Melhor posição |
| ------------------------------ | -------------- |
| Estados Unidos (Hot R&B Songs) | 19             |

## Histórico de lançamento
| País   | Data                  | Formato                     | Gravadora                                |
| ------ | --------------------- | --------------------------- | ---------------------------------------- |
| Várias | 22 de Janeiro de 2022 | Download digital, streaming | Mary Jane Productions, 300 Entertainment |